# Dennis P.
Dennis P. is een Nederlandse film uit 2007. De film is gebaseerd op het boek Aan de haal van Gijsbert Termaat en Tjerk de Vries over het waar gebeurde verhaal over Dennis P., die in 2001 miljoenen euro's aan diamanten stal van zijn werkgever Gassan Diamonds.
Deze echte Dennis P. kwam hoofdrolspeler Edo Brunner nog opzoeken op de set om wat nuttige tips te geven.

## Verhaal
Dennis (Brunner) is een eenvoudige medewerker van een diamantgroothandel en moet van een hongerloon rondkomen, daarom woont hij nog bij zijn ouders in. Als hij op een avond een nachtclub bezoekt, ziet hij Tiffany (Nadja Hüpscher) paaldansen en wordt op slag verliefd. In eerste instantie huurt hij haar in, maar naarmate zijn gevoelens sterker worden wil hij haar voor zichzelf. Dennis vertelt haar dat hij een rijke diamanthandelaar is en belooft haar gouden bergen. Op zijn werk weet hij één diamant per keer mee te stelen, maar wanneer de bedrijfsinspectie er achter dreigt te komen besluit Dennis de hele voorraad van circa 8000 diamanten mee te nemen in de verpakking van een magnetron. Na deze daad vlucht Dennis met Tiffany naar Mexico voor een mooie toekomst.

## Rolverdeling
| Acteur                    | Personage                   |
| ------------------------- | --------------------------- |
| Edo Brunner               | Dennis                      |
| Nadja Hüpscher            | Tiffany                     |
| Willeke van Ammelrooy     | Moeder Dennis               |
| John Leddy                | Vader Dennis                |
| Sjoerd Pleijsier          | Stiefvader Tiffany          |
| Marian Boyer              | Moeder Tiffany              |
| Finn Poncin               | Portier Globos              |
| Mary-Lou van Stenis       | Els                         |
| Carol van Herwijnen       | Curator                     |
| Inger van Heijst          | Eigenaresse seksclub        |
| Edwin de Vries            | Directeur Globos            |
| Haye van der Heyden       | Meneer De Winter            |
| Jorre Vandenbussche       | Stijn                       |
| Sacha Marcus              | Mauricio                    |
| Wimie Wilhelm             | Medewerkster Kas 1          |
| Bodil de la Parra         | Medewerkster Kas 2          |
| Mohammed Azaay            | Collega Herman              |
| Jelka van Houten          | Collega Suzan               |
| Adrian Brine              | Amerikaanse toerist         |
| Bonnie Williams           | Amerikaanse toeriste        |
| Raymond Thiry             | Danny                       |
| Frédérique van der Hoeven | Escortvrouw                 |
| Walid Benmbarek           | Portier seksclub            |
| Fred Wildschut            | Taxichauffeur Amsterdam     |
| Gunilla Verbeke           | Receptioniste hotel Brussel |
| Alain van Goethem         | Receptionist hotel Brussel  |
| Jenne Decleir             | Ober restaurant Brussel     |
| Kaftoum el Fan            | Verpleegster                |
| Cindy de Quant            | Grondstewardess 1           |
| Cystine Carreon           | Grondstewardess 2           |
| Ricardo Arroyo            | Receptionist Condo's        |
| Goyito                    | Padrone                     |
| Bas Keijzer               | Douanier                    |